# Alpi Biellesi
Le Alpi Biellesi (un tempo dette anche Prealpi Biellesi) costituiscono un gruppo montuoso italiano situato nella zona sud-orientale delle Alpi Pennine.
Interessano principalmente la provincia di Biella, ed in misura minore, anche la provincia di Vercelli, quella di Torino e la Valle d'Aosta.

## Geologia
Da un punto di vista geologico le Alpi Biellesi si dividono in una fascia alpina propriamente detta e in una zona prealpina, separate tra loro dalla Linea Insubrica (o Linea del Canavese).
Questa importante linea tettonica ha nel Biellese un andamento da sud-ovest a nord-est e passa per il Bocchetto di Sessera e la Bocchetta della Boscarola. Le montagne e i rilievi collinari a sud-est di questa linea, come ad esempio il Monte Barone, sono quindi da considerarsi geologicamente prealpi, mentre i monti collocati sull'altro lato della Linea Insubrica fanno parte del corpo principale della catena alpina.

## Geografia
I limiti geografici sono:
- a nord il Colle del Loo (2.452 m) e la Valsesia da Scopello a Varallo Sesia,
- ad est la Valsesia da Varallo Sesia a Gattinara,
- a sud e sud-est la pianura padana lungo la linea Gattinara-Ivrea,
- ad ovest il corso della Dora Baltea e poi il corso del Lys fino a Gaby.

Da un punto di vista orografico anche le colline che formano la parte dell'Anfiteatro morenico di Ivrea collocata in sinistra idrografica della Dora Baltea fanno quindi parte delle Alpi Biellesi.

### Suddivisione
Secondo la SOIUSA le Alpi Biellesi sono una supergruppo alpino con la seguente classificazione:
- Grande parte = Alpi Occidentali
- Grande settore = Alpi Nord-occidentali
- Sezione = Alpi Pennine
- Sottosezione = Alpi Biellesi e Cusiane
- supergruppo = Alpi Biellesi
- Codice = I/B-9.IV-A

Secondo la SOIUSA le Alpi Biellesi sono un supergruppo delle Alpi Pennine; insieme alle Alpi Cusiane formano la sottosezione delle Alpi Biellesi e Cusiane.
La SOIUSA divide poi le Alpi Biellesi in due gruppi, il secondo dei quali è ulteriormente ripartito in due sottogruppi (tra parentesi il codice dei gruppi e sottogruppi):
- Catena Tre Vescovi - Mars (A.1)
- Catena Monte Bo - Barone (A.2)
  - Costiera Talamone-Barone (A.2.a)
  - Costiera Monte Bo-Cravile-Monticchio (A.2.b)[1].

Il confine tra i due gruppi è segnato dalla Bocchetta del Croso.

### Comunità montane
In Piemonte:
- Comunità Montana Valle Cervo
- Comunità Montana Alta Valle Elvo
- Comunità Montana Valle di Mosso
- Comunità Montana Prealpi Biellesi
- Comunità montana Valsesia

In Valle d'Aosta:
- Unité des Communes valdôtaines Mont-Rose
- Unité des Communes valdôtaines Walser

## Vette principali
- Monte Mars - 2.600 m
- Mont de Pianeritz - 2.584 m[4]
- Punta Loozoney - 2.579 m[4]
- Monte Bo - 2.556 m
- Monte Cresto - 2.548 m
- Cima Tre Vescovi - 2.501 m
- Monte Pietra Bianca - 2.490 m
- Monte I Gemelli - 2.476 m
- Monte Camino - 2.391 m
- Monte Rosso - 2.374 m
- Colma di Mombarone - 2.371 m
- Monte Mucrone - 2.335 m
- Monte Tovo - 2.230 m
- Bec di Nona - 2.085 m
- Testone delle Tre Alpi - 2.081 m
- Monte Barone - 2.044 m
- Cima del Bonom - 1.877 m
- Monte Mazzaro - 1.739 m

## Cartografia
- Cartografia ufficiale italiana dell'Istituto Geografico Militare (IGM) in scala 1:25.000 e 1:100.000, consultabile on line
- Istituto Geografico Centrale - Carta dei sentieri e dei rifugi scala 1:50.000 n. 9 Ivrea Biella Bassa Valle d'Aosta
- Carta dei sentieri della Provincia di Biella 1:25.00, Provincia di Biella, 2004